# Uribante
Uribante é um município da Venezuela localizado no estado de Táchira.
A capital do município é a cidade de Pregonero.